# 萨斯·贝拉
萨斯·贝拉（匈牙利語：Szász Béla；1910年7月9日—1999年6月25日），匈牙利记者。1949年，在拉依克·拉斯洛案中，以虚假的间谍罪名被捕，尽管遭受酷刑，他仍未作假证。1954年获释。

## 作品
- 《Rajk László és társai a Népbíróság előtt》（1984年）
- 《Minden kényszer nélkül. Egy műper kórtörténete》（1984年）